# Niall Killoran
Niall Killoran (født 7. april 1992) er en japansk fodboldspiller.
Han har spillet for flere forskellige klubber i sin karriere, herunder Tokyo Verdy, Giravanz Kitakyushu, Matsumoto Yamaga FC og Kagoshima United FC.